# サービス付き高齢者向け住宅
サービス付き高齢者向け住宅（サービスつきこうれいしゃむけじゅうたく）とは、日本において、高齢者住まい法の基準により登録される、介護・医療と連携し、高齢者の安心を支えるサービスを提供する、バリアフリー構造の住宅。「サ高住」（さこうじゅう）と略して呼ばれることが多い。また、権利関係は賃貸借方式が一般的である。

## 概要
登録基準は設備・サービス・契約の三つにおいてそれぞれ設けられている。
高齢者単身・夫婦世帯が安心して居住、生活できる環境を整えた賃貸等の住まいづくりを推進するために制定された。
登録は都道府県・政令市・中核市が行い、指導・監督を行う。何か問題があれば自治体の立ち入り検査が可能。
国による建設・改修費の補助、税制の優遇、住宅金融支援機構による融資により、供給を支援している。

## 登録基準
都道府県知事が策定する「高齢者居住安定確保計画」において別途独自の基準が設けられている場合がある。 

### 規模・設備
同居は親族などに限り、大部屋はない。
- バリアフリー（段差のない床、手すり、車いすでも利用しやすい廊下幅）。
- 各専用部分に、水洗便所・洗面設備・台所・収納・浴室を備える（ただし、台所・収納・浴室は、共用部分に備えることにより各戸に備える場合と同等以上の居住環境が確保される場合は、各戸に備えずとも可）。
- 各専用部分の床面積は原則25m2以上（共用の居間・食堂・台所そのほかが十分な面積を有する場合は18m2以上）。

### サービス
ケアの専門家（社会福祉法人・医療法人・指定居宅サービス事業所等の職員、医師、看護師、介護福祉士、社会福祉士、介護支援専門員、介護職員初任者研修課程修了者）が少なくとも日中常駐し、安否確認サービスと生活相談サービスを、すべての入居者に対して提供する。
常駐していない時間は、各居住部分に必要に応じて通報する装置を設置して、状況把握サービスを提供する。

### 契約関係
住宅の登録事業者に対するルールであり、別の不動産会社の仲介手数料は対象外。
- 賃貸借契約と利用権方式の契約があり、書面により契約を締結する。専用部分が明示されている。
- 長期入院などを理由に事業者から一方的に解約や居室変更はできない。
- 事業者が受領することができる金銭は、敷金・家賃・サービスの対価のみ。礼金・権利金やその他の金銭を受領しない。
- 工事完了前に前払金を受領しない。
- 家賃・サービスの対価の前払金を受領する場合は、
  - 前払金の算定の基礎、返還債務の金額の算定方法を明示。
  - 保全措置が講じられなければならない。
  - 入居3月以内に解約または死亡により契約が終了した場合、日割計算した家賃等を除き、前払金を返還する。

## 対象者
60歳以上の高齢者または要介護・要支援認定者およびその同居者。同居者は、配偶者・同条件の親族・特別な理由により同居する必要があると登録主体（都道府県又は指定機関）が認めた人。
この範囲内で、例えば「要介護者のみ」や、逆に「入居時自立」など、入居者資格を限定している住宅もある。

## 関与する法制度

### 根拠法
国土交通省・厚生労働省が所管する「高齢者の居住の安定確保に関する法律」（高齢者住まい法）が、2011年（平成23年）4月27日の通常国会で全面的に改正され、同年10月20日に施行された。それにより創設された登録制度である。

### 有料老人ホームに該当する特定施設
有料老人ホームの定義にも該当する場合、有料老人ホームとして特定施設に該当する。「有料老人ホーム」の届出は不要（老人福祉法第29条第1項）だが、それ以外は老人福祉法の対象。「有料老人ホーム」と名乗ることもできる。

### 特定施設入居者生活介護
特定施設が、特定施設入居者生活介護の指定を受けている場合、住宅を提供している事業者が住宅と介護保険サービスを一体で提供する。

### 住所地特例の対象
- 特定施設入居者生活介護の指定を受ける住宅と、利用権方式の有料老人ホームは、介護保険法の住所地特例の適用となる（介護保険法第13条第1項）。
- 適合高齢者専用賃貸住宅等で住所地特例の適用のあった特定施設が、サービス付き高齢者向け住宅に変わってから住所地特例の適用でなくなった場合でも、以前からの入居者は引き続き住所地特例が適用される[10]。

## 沿革
「高齢者住まい法」には2011年の改正前に、高齢者円滑入居賃貸住宅（高円賃）・高齢者専用賃貸住宅（高専賃）・高齢者向け優良賃貸住宅（高優賃）の3つの登録制度があった。高齢を理由に入居を拒否されずに安心して住み続けられる、バリアフリーなどの特徴があったが、高齢者の暮らしを支えるサービスの提供は登録条件に含まれておらず、介護の部分が曖昧な分類だった。法改正によりそれらの登録制度は廃止され、一本化する形で「サービス付き高齢者向け住宅」制度が創設された。一定のサービスを提供する高齢者住宅の整備を目標に、ハード面の基準、介護サービスについての基準、入居時の金銭のやりとりにも基準が設けられた。
廃止制度からの移行は以下の通り。
- 改正前の3種類の住宅で「老人ホームと同種のサービス」をしていた住宅は「サービス付き高齢者向け住宅」もしくは「住宅型有料老人ホーム」への変更が義務付けられた。
- 改正前の3種類の住宅で「住まいの提供」のみを行っていた住宅は「サービス付き高齢者向け住宅」への変更が義務付けられた。
- 「適合高齢者専用賃貸住宅」は「サービス付き高齢者向け住宅」もしくは「介護付き有料老人ホーム」への変更になった。

## サービス
登録基準の#サービスの他に、事業者・施設によって、その他の生活支援や介護・医療サービスが提供・併設されている場合がある。内容、提供・連携方法は様々なタイプがある。

### 介護サービス
特定施設入居者生活介護の指定を受けている場合、住宅を提供している事業者が住宅と介護保険サービスを一体で提供する。住宅が介護サービス事業所（居宅サービス：訪問介護、訪問看護、デイサービス、小規模多機能等）や診療所と併設・連携している場合もある。そうでない場合でも、通常の在宅介護と同様に、介護サービス事業所と契約した上で介護保険サービスを利用できるが、寝たきりになり重度の介護が必要になった場合、重度の認知症にかかった場合、あるいは医療的ケアが必要になった場合などは、退去して、介護施設に移り住まなければならない場合も考えられる。
| 特定施設入居者生活介護の指定 | 要介護度               | 要介護度                | 要介護度                | 要介護度                | 要介護度                | 要介護度                | 要介護度                |
| 特定施設入居者生活介護の指定 | 要支援1                | 要支援2                 | 要介護1                 | 要介護2                 | 要介護3                 | 要介護4                 | 要介護5                 |
| ---------------------------- | ---------------------- | ----------------------- | ----------------------- | ----------------------- | ----------------------- | ----------------------- | ----------------------- |
| あり                         | 5,880円 （196円×30日） | 13,590円 （453円×30日） | 16,800円 （560円×30日） | 18,840円 （628円×30日） | 21,000円 （700円×30日） | 23,040円 （768円×30日） | 25,140円 （838円×30日） |
| なし                         | 4,970円                | 10,400円                | 16,580円                | 19,480円                | 26,750円                | 30,600円                | 35,830円                |

あくまで目安で、施設によって正確な金額は異なる。

### 生活支援サービス
宅配便や郵便物の預かり、外出の際の付き添い、買い物代行、食事の提供、洗濯、部屋の掃除やゴミ出しの家事援助など。

## 評価
サービス付き高齢者向け住宅に関しては法律の施行と前後してさまざまな評価がある。
賃貸不動産管理士高木礼治がその著書『サービス付き高齢者向け住宅経営』のなかで、家賃・医療報酬・介護報酬・生活支援サービスの4収益構造が実現できるとし、その高収益性を指摘している。高木の指摘するように不動産管理業界は大きなビジネス・チャンスとして捉えている。
また、株式会社メッセージ会長であり医学博士でもある橋本俊明は、サービス付き高齢者向け住宅の特徴は住まいとケアの分離にあるとし、ケアを主体とした施設から住まいを中心とした住居へと高齢者福祉が転換していくことを指摘している。高齢者が住居において十分なサービスを選択できることが理想であるが、サービス選択を保障する規定が不十分であるとしている。
ワタミの介護株式会社・株式会社メッセージ等のアドバイザーを務めた、医学博士の鷹野和美は、サービス付き高齢者向け住宅においてはサービスの質が最優先されるとしている。医療・介護・予防・生活支援を住みながらにして受けられる仕組み作りにより質の高いサービスを実現できるとし、住居において施設並みのサービスが可能であることを指摘している。

## 登録情報の提供
提供されるサービスの内容、併設される施設（診療所や介護サービス事業所等）の種類などは、公開される登録情報で知ることができる。
- 登録主体となる都道府県・政令市・中核市の担当窓口において登録簿を閲覧できる。
  - 登録住宅をさがす｜サービス付き高齢者向け住宅情報提供システム（全国）

## 参考
- “制度について”. サービス付き高齢者向け住宅情報提供システム.   すまいづくりまちづくりセンター連合会. 2013年11月16日閲覧。
  - 国土交通省; 厚生労働省 (2013年5月). “サービス付き高齢者向け住宅（パンフレット）” (PDF). 2013年11月16日閲覧。
- “老人ホームの基礎知識 施設の種類を知る”. 介護のポータルサイト【オアシスナビ】.   プロトメディカルケア (2013年9月5日). 2013年11月16日閲覧。
- 『輝・ニュース』第92巻、社団法人全国有料老人ホーム協会、2011年、1-6頁。
- 『情報館便り』第23号、介護情報館／有料老人ホーム・シニア住宅情報館、2011年。
- “いろはのい：サービス付き高齢者住宅 安否確認など義務づけ”. 毎日新聞 (毎日新聞社):  p. 「くらしナビ」面. (2011年10月12日)[リンク切れ]